# Cronologia della psicologia
Questo è un elenco schematico che offre un riassunto cronologico delle principali tappe della psicologia. Poiché esistono dibattiti anche ai più alti livelli della disciplina su questo argomento, si invita a leggere il seguente elenco con dovuta vis critica.

## Gli albori
- 600 a.C. Il matematico Talete di Mileto formula le sue prime teorie sull'origine del mondo.
- 580 a.C. Anassimandro disegna il primo atlante mondiale.
- 474 a.C. Parmenide di Elea scrive il trattato Sulla Natura.[1] Filosofo presocratico, postulò l'Essere come unico, immutabile, eterno e indivisibile, la vera realtà accessibile solo tramite la ragione. Contrappose a questa "Via della Verità" la "Via dell'Opinione", il mondo dei sensi ingannevole e illusorio, regno del divenire e della molteplicità che non costituisce vera conoscenza. Il suo pensiero monistico e razionalista ebbe un'influenza fondamentale sulla metafisica occidentale, ponendo le basi per la riflessione sull'essere e la conoscenza.
- 470 a.C.-399 a.C. Socrate. Non avendo lasciato scritti di suo pugno, la nostra conoscenza del pensiero e della filosofia di Socrate deriva principalmente dai resoconti e dalle opere di altri filosofi greci, in particolare dai suoi discepoli e contemporanei, tra cui Platone, Senofonte, Aristofane. Socrate, attraverso il dialogo e il metodo maieutico, cercava la verità e la virtù interrogando incessantemente sé stesso e gli altri, smascherando la presunzione del sapere. Credeva che la virtù fosse inseparabile dalla conoscenza del bene, e che la vita non esaminata non fosse degna di essere vissuta. La sua filosofia si basava sull'auto-consapevolezza dell'ignoranza come punto di partenza per la ricerca della saggezza e del miglioramento morale.
- 460 a.C.-370 a.C. Democrito, fu uno scrittore prolifico. Tuttavia, purtroppo, nessuno dei suoi scritti originali è sopravvissuto integralmente fino ai giorni nostri. Ciò che sappiamo del suo pensiero e delle sue opere ci giunge attraverso frammenti e testimonianze indirette di autori successivi, principalmente filosofi, storici e commentatori antichi. Fondatore dell'atomismo, postulò che la realtà ultima è composta da atomi indivisibili e vuoto. Tutto, inclusi anima e percezione, è spiegabile tramite il movimento e l'aggregazione di questi atomi, escludendo cause soprannaturali o finalistiche. La sua filosofia materialista e meccanicista influenzò la scienza successiva, proponendo un universo governato da leggi naturali e non da intervento divino.
- 427 a.C.-348 a.C. Platone. Allievo di Socrate, elabora la "Teoria delle Idee", realtà perfette e immutabili modello del mondo sensibile, imperfetto e mutevole. La vera conoscenza si raggiunge con la ragione, contemplando le Idee, mentre i sensi offrono solo opinioni fallaci. Il suo pensiero spazia dall'etica alla politica, auspicando uno Stato ideale guidato da filosofi,incarnando la giustizia e la virtù.
- 384 a.C.-322 a.C. Aristotele,  discepolo di Platone, sviluppa una filosofia empirica e sistematica, basata sull'osservazione della natura e l'analisi razionale. Contrapponendosi alle Idee platoniche, concepì la realtà come unione di materia e forma, e il divenire come passaggio dalla potenza all'atto. In etica e politica, ricercò la felicità (eudaimonia) attraverso la virtù e la vita nella polis, organizzata secondo principi razionali e il bene comune.
- 360 a.C. Platone scrive il Timeo[2]
- 350 a.C. Aristotele scrive il trattato De Anima e Sulla memoria e le reminiscenze.[3]
- 170 Claudio Galeno descrive nel De usu partium corporis humani[4] (Sull'uso delle parti del corpo umano)  il cervello, con osservazioni particolari sui ventricoli.
- 1020 Avicenna con il suo trattato, Il Canone della Medicina, (Al-Qanun fi al-Tibb)[5], attribuisce ai tre ventricoli del cervello cinque funzioni: buon senso, immaginazione, pensiero, capacità di valutazione, memoria.
- 1264 Summa Theologica di Tommaso d'Aquino
- 1590 Rudolph Göckel scrive un trattato dal titolo Psychologia[6]
- 1594 Otto Cassman[7], allievo di Rudolph Goclenius, scrive Psychologia Anthropologica, or Animae Humanae Doctrina[8] (Psicologia Antropologica o Dottrina dell'Anima Umana)
- 1637 Cartesio, pubblica Discorso sul metodo
- 1774 Franz Mesmer effettua la sua prima presunta cura usando il magnetismo animale
- 1782 Il filosofo tedesco Immanuel Kant pubblica la Critica della ragion pura
- 1785 Thomas Reid pubblica il saggio Essay in the Intellectual Powers of Man[9](Saggio sui poteri intellettuali dell'Uomo). Johann Jakob Emgel distingue il comportamento rappresentativo ed espressivo dell'attore nel libro, Ideas for a Mimic.[10]
- 1786 Luigi Galvani segnala i risultati degli esperimenti sulla stimolazione dei muscoli della rana all'applicazione di un impulso elettrico, attraverso il testo, De viribus electricitatis in motu musculari.[11] (Sulle forze dell'elettricità nel movimento muscolare).
- 1790 Erasmus Darwin produce una teoria del comportamento umano e dell'esperienza in termini di tre categorie fondamentali: stimolo, contrazione muscolare e potere sensitivo centrale, con il testo Zoonomia.[12]

## 1800
- 1811 In un pranzo sociale, sir Charles Bell espone ai soci la separazione anatomica del midollo spinale tra funzione motoria e funzione sensitiva, concentrando le sue scoperte nel testo, Idea of a New Anatomy of the Brain[13] (Idea di una nuova autonomia del cervello) pubblicato nel 1811.
- 1817 Ernst Weber è nominato docente di fisiologia all'Università di Lipsia
- 1822 La dottrina della Frenologia approda in America quando George Combe[14] pubblica, Essays on Phrenology, Or An Inquiry into the Principles and Utility of the System of Drs. Gall and Spurzheim, and into the objections Made Against It.[15](Saggi sulla Frenologia, o un'indagine sui principi e sull'utilità del sistema dei dottori Gall e Spurzheim, e sulle obiezioni mosse contro di essi).
- 1856 Hermann von Helmholtz pubblica il primo volume del Handbuch der physiologischen Optik.[16] (Manuale di ottica psicologica).
- 1858 Wilhelm Wundt è assistente di Helmholtz.
- 1859 Charles Darwin pubblica On the Origin of Species. (Sull'origine dalla specie)

### 1860
- 1860 Gustav Fechner pubblica The Elements of Psychophysics.[17] (Elementi di Psicofisica).
- 1861 Paul Broca indica che la perdita della parola in un individuo è dovuta ad una lesione del terzo avvolgimento del lobo frontale sinistro, condensando le sue ricerche nell'articolo, Sur le siège de la faculté du langage articulé[18](Sulla sede della facoltà del linguaggio articolato)
- 1862 Wilhelm Wundt conduce un corso estivo intitolato, Psychology as a Natural Science (La Psicologia come Scienza Naturale), in cui ha esplorato la psicologia come disciplina scientifica, utilizzando metodi e approcci tipici delle scienze naturali
- 1863 Wundt pubblica Lectures on Human and Animal Psychology.[19] (Lezioni di Psicologia Umana e Animale)
- 1865 F. Galton[20] pubblica, Hereditary talent and character[21] (Talento e carattere ereditario)
- 1866 Ivan Michajlovič Sečenov pubblica, I riflessi del cervello', un libro che raccoglie articoli scritti a partire dal 1863, in cui spiega le funzioni superiori del cervello come schemi di riflessi.
- 1868 Il fisiologo olandese F. C. Donders pubblica Over den snelheid van psychische processen,[22] (Sulla velocità dei processi psicologici)
- 1869 Francis Galton pubblica Hereditary Genius[23] (L'ereditarietà del Genio). Francis Galton utilizza la distribuzione normale per analizzare e classificare variabili quantitative, come le caratteristiche fisiche e mentali degli individui.

### 1870
- 1871 Charles Darwin pubblica The descent of man (L'origine dell'uomo e la selezione sessuale)
- 1872 Il neurologo francese Jean-Martin Charcot inizia ad insegnare alla Salpêtrière.
- 1872 Charles Darwin pubblica The Expression of the Emotions in the Man and in the Animals[24] (Le espressioni delle Emozioni nell'Uomo e negli Animali)
- 1873 Wilhelm Wundt pubblica i Principles of Physiological Psychology[25] (Principi di Fisiologia Psicologica)
- 1874 Franz Brentano pubblica Psychology from an Empirical Standpoint[26](La Psicologia da un punto di vista empirico)
- 1874 Wilhelm Wundt  lascia Heidelberg per un incarico all'Università di Zurigo
- 1874 William Benjamin Carpenter[27] pubblica i Principles of Mental Physiology[28], un libro citato molte volte da William James
- 1875 William James insegna al corso The relationships among the Physiology and the Psychology,  (I rapporti tra la Fisiologia e la Psicologia)
- 1875 Francis Galton pubblica History of twins[29] (Storia dei gemelli)
- 1876 Wilhelm Wundt  lascia Zurigo e viene assunto presso l'Università di Lipsia.
- 1876 Francis Galton usa il metodo di comparazione fra i gemelli; Bain fonda Mind, il primo giornale dedicato alla ricerca psicologica
- 1877 Charles Darwin pubblica A biographical sketch of a infant[30] (Ritratto biografico di un infante)
- 1879 Wilhelm Wundt istituisce il primo laboratorio psicologico del mondo presso l'Università di Lipsia in Germania
- 1879 Francis Galton utilizza il metodo dell'associazione di parola per esplorare le connessioni tra idee e pensieri.
- 1870 Lightner Witmer[31] usa per la prima volta il termine psicologia clinica

### 1880
- 1880 Francis Galton pubblica le Statistics of mental imagery[32] (Statistiche sull'immaginazione mentale) e fa uso sistematico dei questionari
- 1881 Max Friedrich[33] diviene il primo laureato in psicologia sperimentale
- 1882 George Romanes[34] pubblica il libro Animal Intelligence[35] (Intelligenza Animale)
1882 William T. Preyer[36] pubblica il primo libro The Mind of the Children[37] (La Mente dei Bambini)
- 1883 Francis Galton pubblica le Inquiries into Human Faculty and Its Development,[38] (Ricerche sulla facoltà umana e il suo sviluppo) ed apre il primo laboratorio di psicologia in America presso l'Università Johns Hopkins.
- 1883 Wilhem Wundt diventa direttore del Laboratorio di Lipsia e pubblica i risultati della sua ricerca del laboratorio nel libro Philosophische Studien[39] (Studi filosofici)
- 1884 William James pubblica What is an emotion?[40] (Cos'è un'emozione ?)
- 1884 John Dewey pubblica The new psychology.[41] Il dottore francese Hipollyte Bernheim[42] pubblica On the Suggestion in the hypnotic state[43] (Della suggestione nello stato ipnotico)
- 1885 Herman Ebbinghaus pubblica Memory: A contribution to experimental Psychology[44] (Contributo alla Psicologia sperimentale)
- 1885 Viene aperto, in Italia, all'Università di Roma, il primo laboratorio di psicologia
- 1885 Francis Galton ha creato dei test per valutare le capacità e le abilità delle persone. Questi test, chiamati "batterie di test", servono a misurare quanto una persona è brava a memorizzare o a reagire ad uno stimolo intellettivo.
- 1886 James McKeen Cattell pubblica The time taken up by cerebral operations.[45] (Il tempo impiegato nelle operazioni cerebrali)
- 1886 Vladimir Mikhailovich Betcherev[46] fonda il primo laboratorio di psicologia in territorio russo
- 1887 Il Journal of American Psychology pubblica l'articolo Dermal Sensitiveness to Gradual Presure Changes (Sensibilità ai cambiamenti graduali della pressione ) scritto da Hall e dal pioniere della psicologia in Giappone, Yuzero Motora[47]
- 1888 James McKeen Cattell diviene primo professore di psicologia d'America all'Università della Pensilvania
- 1889 Viene fondato in Canada, il primo laboratorio di psicologia presso l'Università di Toronto.
- 1889 A Parigi viene svolto il primo Congresso Internazionale di psicologia
- 1889 Sempre a Parigi, viene realizzato Il primo laboratorio di psicologia
- 1889 Théodule-Armand Ribot viene nominato professore di psicologia sperimentale all'università della Francia
- 1889 Yan Yougjing[48] effettua la prima traduzione cinese di un libro occidentale di psicologia, Filosofia mentale[49] di Joseph Haven.[50]

### 1890
- 1890 La riforma di Benjamin Constant introduce le nozioni della psicologia nei programmi di studi delle scuole brasiliane
- 1890 William James pubblica i Principles of Psychology[51] (Principi di Psicologia)
- 1890 James McKeen Cattell pubblica Mental tests and measurements.[52]  (Test mentali e misurazioni)
- 1890 Christian von Ehrenfels pubblica About the qualities of the gestalt[53](Sulla qualità della gestalt)
- 1890 Pierre Janet succede a Jean-Martin Charcot a capo del Laboratorio psicologico alla Salpètriere
- 1890 Yuzero Motora[47] diviene Professore di psicologia all'Università Imperiale di Tokyo
- 1891 Odilon Goulart[54] ha condotto studi psicoclinici sull'afasia, approfondendo le sue implicazioni e caratteristiche nella sua tesi di dottorato intitolata, Estudo Psicoclínico da Afasia.[55] (Studio Psicoclinico sull'Afasia)
- 1891 Viene fondato in Belgio, nella città di Lovanio, il primo laboratorio di psicologia
- 1892 William James approfodisce, The stream of consciousness[56] (Il flusso di coscienzɑ) all'interno del suo libro, The Principles of Psychology (Principi di Psicologia)
- 1892 Viene fondata con il contributo significativo degli psicologi James McKeen Cattell e G. Stanley Hall e con l'adesione di 42, membri l'associazione psicologica statunitense
- 1892 Edward Titchener introduce in America lo strutturalismo
- 1893 Ezequiel Cháves[57] viene nominato primo professore di psicologia del Messico
- 1893 Oswald Külpe pubblica Outline of Psychology[58] (Lineamenti di Psicologia)
- 1893 Il primo laboratorio di psicologia nei Paesi Bassi è fondato a Groninga
- 1893 Viene fondato in Romania, dallo pedagogista rumeno, Gheorghe Lazăr, il primo laboratorio di psicologia sperimentale presso l'Università di Iaşi.
- 1894 John Dewey pubblica The ego as cause (L'ego come causa)
- 1894 James McKeen Cattell e James Mark Baldwin fondano Rassegna psicologica, Indice psicologico e Monografie psicologiche
- 1894 Viene fondato in Austria il primo laboratorio di psicologia presso l'Università di Graz
- 1896 John Dewey pubblica nella revisione psicologica il suo famoso articolo The Reflex Arc Concept in Psychology (Il concetto di Arco Riflesso in Psicologia)
- 1896 Lightner Witmer[59] stabilisce all'University of Pennsylvania una clinica di psicologia, la prima clinica psicologica in America e tra le prime al mondo.
- 1896 Benjamin Constant fonda il laboratorio di psicologia e linguistica sperimentali presso l'Università di Rennes
- 1897 William Wundt[60] pubblica Outlines of Psychology (Lineamenti di Psicologia)
- 1897 Laboratori di psicologia vengono fondati all'Università di Cambridge e all'Università di Londra
- 1897 Il primo laboratorio di psicologia in Polonia viene fondato all'Università di Cracovia
- 1897 Angelo Mosso pubblica il testo Fisiologia dell'uomo nelle alpi, in cui studia gli effetti psicologici e fisiologici dell'arrampicamento in montagna
- 1898 Edward Titchener pubblica The postulates of a Structural Psychology (Postulati di Psicologia Strutturale)
- 1898 Thorndike pubblica Animal Intelligence
- 1898 James Mark Baldwin, James McKeen Cattell & Joseph Jastrow pubblicano Physical and mental tests. (Test fisici e mentali)
- 1898 Horacio Pinero[61] fonda un laboratorio di psicologia a Buenos Aires
- 1898 Emile Durkheim pubblica gli Individuelles di Représentations et i collectives di représentations (Rappresentazioni individuali e collettive)
- 1899 H. S. Jennings[62] pubblica The Psychology of a Protozoan, (Psicologia dei Protozoi)  successivamente The Behavior of Paramecium (Il comportamento del Paramecio)
- 1899 W. Caldwell pubblica The postulates of a structural psychology (Postulati di psicologia strutturale)

## 1900
- 1900 Sigmund Freud pubblica L'interpretazione dei sogni; Appare il primo volume di William Wundt[60]: Völkerpsychologie (Psicologia dei popoli, o psicologia culturale) ; William Louis Stern[63] pubblica On the Psychology of the Individual Differences (Sulla Psicologia e le Differenze Individuali) ; Carl Gustav Jung è nominato assistente di Eugen Bleuler[64]; Pierre de Coubertin, l'uomo che ha fondato i giochi olimpici moderni, conia il termine psicologia dello sport nel suo articolo The Psychology of Sport
- 1901 Edward Titchener pubblica fra 1901 e 1905 i quattro volumi del suo, Manual of Experimental Psychology; Sigmund Freud pubblica La psicopatologia della vita quotidiana; James Baldwin pubblica la prima edizione del suo Dizionario di Filosofia e di Psicologia; Pierre Janet e George Dumas[65] fondano la French Psychological Society; Gabriel Tarde pubblica L'Opinion de la Foule
- 1902 Ebbinghaus pronuncia la celebre frase ː "La Psicologia ha una storia breve ma un lungo passato"; Il medico Luis Simarro Lacabra[66] diventa il primo professore di psicologia in Spagna
- 1903 William Stern usa il termine "Psicotecnica"; Il primo laboratorio di psicologia del Giappone è istituito presso l'Università di Tokyo
- 1904 William James pubblica, Does consciousness exist? (Esiste la consapevolezza?) e A world of pure experience (Un mondo di pura esperienza) ; James McKeen Cattell  e James Baldwin fondano Psychological Bulletin (Bollettino di Psicologia) ; James R. Angell pubblica Psychology: An Introductory Study of the Structure and Function of Human Consciousness (Psicologia ː Uno studio introduttivo della struttura e della funzione della Coscienza Umana)  ; Ezequiel Chaves[67] traduce in spagnolo gli Elements of Psychology di Titchener (Elementi di Psicologia di Titchener ) ; Karl Pearson pubblica uno studio sull'eredità delle caratteristiche mentali umane; Charles Spearman pubblica il suo primo articolo sull'intelligenza; William James e William Halse Rivers  pubblicano il British Journal of Psychology; viene fondato in Francia il Journale de Psychologie Normale et Pathologique (Giornale di Psicologia normale e patologica) ; viene fondata la Società Tedesca di Psicologia (Deutsche Gesellschaft für Psychologie).
- 1905 Alfred Binet pubblica i nuovi metodi per la diagnosi del livello intellettuale dei "subnormali".
- 1906 Manuel Bomfim[68] un laboratorio di psicologia educativa; Herbert Spencer Jennings[62] pubblica The Behaviour of Lower Organisms (Il comportamento degli organismi inferiori) ; James McKeen Cattell pubblica la prima edizione degli American Men in Science (Uomini americani nella scienza) ; Ivan Pavlov pubblica i suoi risultati per quanto riguarda il condizionamento classico; L'Istituto di Psicologia Applicata è fondato a Berlino; la Psicologia compare nel programma di studi dell'Università Egiziana.
- 1907 James Rowland Angell pubblica The Province of Functional Psychology (L'origine della Psicologia Funzionale) , il manifesto del Funzionalismo; Lightner Witmer[69] pubblica Clinical Psychology (Psicologia Clinica) ; Carl Gustav Jung pubblica The Psychology of Dementia Praecox (Psicologia della Demenza Precoce) ; Alfred Adler pubblica il suo lavoro principale: A Study of Organic Inferiority and Its Psychical Compensation (Uno studio sull'inferiorità organica e la sua Compensazione Psichica) ; il fisiologo Vladimir Mikhailovich Bekhterev pubblica Objective Psychology (Obbiettivo Psicologia); William fonda il für Angewandte Psychologie (Giornale di psicologia applicata), il primo giornale psicologico dedicato alla psicologia applicata.
- 1908 William McDougall pubblica An Introduction to Social Psychology (Introduzione alla Psicologia Sociale) ; Edward Alsworth Ross[70] pubblica Social Psychology: an outline and source book (Psicologia Sociale una descrizione e un libro di fonti) ; Walter Dill Scott[71] pubblica,  Psychology of Advertising (Psicologia della Pubblicità) ; con la pubblicazione del suo libro pionieristico On the Witness Stand (Testimonianze al banco), lo psicologo tedesco-americano Hugo Münsterberg si proponeva di applicare i principi della psicologia sperimentale e forense alle questioni legali e ai processi giudiziari ; Viene fondata La Sociedad Argentina de Psicologia (società di psicologia dell'Argentina); Fondazione del primo laboratorio di psicologia del Cileno, presso l'Universidad de Cile; Alfred Binet e Theodor Simon cominciano a sviluppare le prove per la misura dell'intelligenza nei bambini; Viene creato un laboratorio psicologico all'università della Nuova Zelanda.
- 1909 Robert Yerkes e Sergius Morgulis[72] pubblicano The method of Pavlov in animal psychology (Il metodo di Pavlov nella Psicologia animale); Maria Montessori pubblica Corso di pedagogia scientifica.

### 1910
- 1911, Alfred Adler si separa da Sigmund Freud, fondando la propria scuola di pensiero. Adler criticava Freud per l'eccessiva enfasi sulla sessualità e per aver basato la sua teoria sulla propria infanzia.
- 1912, Max Wertheimer pubblica i suoi studi sperimentali sulla percezione del movimento, opera considerata il manifesto della Psicologia della Gestalt.
- 1913, Carl Jung lascia il circolo freudiano per sviluppare le proprie teorie, non condividendo la visione di Freud che non riconosceva la religione e la spiritualità come elementi fondanti dell'essere umano. La sua nuova scuola di pensiero è nota come Psicologia analitica.
- 1913, il gruppo di Jacob Levi Moreno a Vienna applica nuovi metodi alla psicoterapia. Questi metodi, che ponevano l'accento sulla spontaneità e sull'interazione, sarebbero successivamente divenuti noti come Psicodramma e Sociometria.
- 1913, John Watson pubblica La psicologia, dal punto di vista di un comportamentista, articolo considerato il manifesto del comportamentismo.

### 1920
- 1920, E. Frost, uno psicologo di cui non si trova biografia, pubblica sul Journal of Applied Psychology l'articolo What industry wants and does not want from the psychologists (Cosa vuole e non vuole l'industria dagli psicologi) . John B. Watson e Rosalie Rayner[73] pubblicano Conditioned emotional reactions (Reazioni emotive condizionate) , mentre William McDougal dà alle stampe The group mind (La mente del gruppo). Nello stesso anno, viene fondato il primo giornale spagnolo dedicato anche alla psicologia, Archivos de Neurobiología, Psicología, Histología, Fisiología, Neurología y Psiquiatría, e viene istituito il primo dipartimento cinese di psicologia all'Università di Nanjing.

- 1921, Wolfgang Köhler, Kurt Koffka e Max Wertheimer fondano la rivista Psychologische Forschung (Ricerca Psicologica) al fine di presentare le teorie della Gestalt. In Australia, viene istituito il primo dipartimento di psicologia presso l'Università di Sydney.
- Nel 1922, viene fondata la Lega brasiliana di igiene mentale. Edward Tolman pubblica A new formula for behaviorism (Una nuova formula per il comportamentismo), mentre John Dewey pubblica La natura umana ed il comportamento. Kurt Koffka redige sul Psychological Bulletin la dichiarazione introduttiva della posizione della Gestalt per gli psicologi americani. Walter Lippman pubblica L'opinione pubblica e l'antropologo Levy-Bruhl[74] pubblica La mentalité primitive.
- 1923, Waclaw Radecki[75] giunse in Brasile contribuendo alla formazione del laboratorio di psicologia di Engenho de Dentro. Sigmund Freud pubblica The Ego and the Id (L'ego e l'Id), e Max Wertheimer dà alle stampe Laws of organization in perceptual forms. (Leggi dell'organizzazione nelle forme percettive)
- 1924, Medeiros e Albuquerque[76] pubblicano il primo libro brasiliano sui test psicologici. Le prove di Isaias Alves vengono utilizzate nell'adattamento brasiliano della scala di Binet-Simon. Floyd Allport[77] pubblica Social Psychology, mentre L.L.Thurstone pubblica La natura dell'intelligenza. Max Wertheimer pubblica La Teoria della Gestalt, e viene fondata l'Associazione Psicologica Indiana.

1925
- 1925 Ulisses Pernambucano[78] fonda a Recife l'Istituto di orientamento e selezione professionale del Pernambuco. Lourenço Filho[79] ottiene la cattedra di psicologia all'Escola Normal de São Paulo. Harvey Carr[80] pubblica La Psicologia: uno studio sull'attività mentale. E. K. Strong[81] pubblica La psicologia della vendita e della pubblicità. Lo psicoanalista viennese Karl Abraham pubblica studi psicanalitici circa la formazione del carattere.
- 1926 Compaiono i primi lavori dell'Istituto di Igiene situato a São Paulo. Viene pubblicato Measurement of Intelligence by Drawings (Misurazione dell'intelligenza tramite disegni) di Florence L. Goodenough[82]. Thophilos Voréas,[83] allievo di Wilhem Wundt, insegna in un corso di Psicologia alla Facoltà di filosofia all'Università di Atene, dove viene fondato il Laboratorio di Psicologia. Viene fondato l'Indian Journal of Psychology.
- 1927 Lourenço Filho[79] pubblica Contribution to the Experimental Study of the Habit. (Contributo allo Studio Sperimentale dell'Abitudine). Henri Piéron giunge a São Paulo per insegnare Psicometria e Psicologia Sperimentale. Hugo Münsterberger[84] pubblica On the witness stand (Sul banco dei testimoni). Muore Edward Titchener. Prima edizione degli Psychological Abstracts, la principale fonte bibliometrica della psicologia scientifica internazionale fino agli anni novanta. Prima edizione del Journal of General Psychology. Viene istituita l'Associazione Internazionale di Psicologia Applicata. Kurt Koffka emigra in America. Lo psicologo Wolfgang Köhler, della scuola della Gestalt, pubblica La mentalità delle scimmie. La valutazione psicologica per i candidati ai gradi di Ufficiale diventa obbligatoria nell'Esercito Tedesco. La All-Union Society for Psychology Engineering and Applied Psychophysiology viene fondata nell'URSS. Il Research Center for Economic Psychology viene fondato a Vienna.
- Nel 1928, L. T. Troland[85] pubblicò il primo testo generale sulla motivazione umana, intitolato The Fundamentals of Human Motivation (I Fondamenti della Motivazione Umana) , che analizza in modo sistematico i vari aspetti della motivazione psicologica. Contemporaneamente, Ezequiel Chaves[67] pubblicò in Messico Ensayo de psicología de la adolescencia (Saggio sulla psicologia dell'adolescenza), un'opera che esplora i processi psicologici specifici degli adolescenti, contribuendo alla definizione di questa fase di sviluppo. Nello stesso anno, in URSS fu istituito il giornale Psikhofiziologia truda i psikhotekhnika (Psicofisiologia del lavoro e psicotecnica), successivamente rinominato Sovetskaia psikhotekhnika (Psicotecnica Sovietica). Inoltre, venne aperto l'Istituto di ricerca per la Psicologia all'Accademia cinese delle Scienze. El-Kabbani[86], psicologo egiziano, condusse la prima ricerca psicologica empirica su un campione di 4.000 scolari. Infine, Louis Leon Thurstone pubblicò nella rivista American Journal of Sociology[87] l'articolo, Attitudes Can Be Measured[88], riconosciuto come una delle prime definizioni nel campo della psicologia sociale.
- 1929 Waclaw Radecki[75] pubblica Tratado de Psicologia. Edward Boring pubblica la prima edizione della sua celebre History of Experimental Psychology. Louis Leon Thurstone  ed Ezequiel Chaves[67] pubblicano La misura dell'atteggiamento. Carl Murchison[89]pubblica The Psychological Register (Registro Psicologico) . Prima edizione del Journal of Social Psychology (Quotidiano di Psicologia Sociale). Karl Lashley pubblica Brain Mechanisms and Intelligence (Meccanismi cerebrali e intelligenza). Walter Bradford Cannon[90] introduce il concetto moderno di Omeostasi nel libro Bodily Changes in Pain (Cambiamenti fisici nel dolore), fame, paura e rabbia. L'Institute of Human Relations viene fondato a Yale. Wolfgang Köhler pubblica An Old Pseudoproblem (Un vecchio pseudoproblema). Il College of Arts of University del Cairo e Higher Institute of Education inviano i propri migliori laureati a studiare psicologia in Europa. Mohhamed M. Detto[91] è nominato primo professore di psicologia nell'Higher Institute of Education del Cairo.

### 1930
- 1930 Burrhus Skinner pubblica il suo primo studio sperimentale, sui riflessi condizionati. Karl Lashley pubblica I meccanismi neurali di base nel comportamento. Enrique Mouchet[92]riorganizza la società di Buenos Aires della psicologia. Viene fondato il primo laboratorio psicologico di formazione del Higher Institute of Cairo. Henri Ferguson tiene conferenze sulla psicologia sperimentale all'università di Dunedin, Nuova Zelanda.
- 1931 Enrique Mouchet[92] ha fondato l'Istituto di psicologia dell'università di Buenos Aires. Viene fondata l'associazione di psicologia applicata giapponese.
- 1932 José Leme[93] a Rio de Janeiro e Sylvio Rabello a São Paulo[94], introducono il Rorschach nel Brasile. Edward Tolman[95] pubblica Purposive Behavior in Animals and Men (Comportamento intenzionale negli animali e negli uomini) . Rensis Likert ha sviluppato un metodo pratico e basato sull'osservazione per misurare le disposizioni favorevoli o sfavorevoli (i cosiddetti atteggiamenti) delle persone verso vari aspetti della realtà. Frederick Bartlett[96] pubblica Remembering: A Study in Experimental and Social Psychology. (Uno studio di psicologia sociale e sperimentale).
- 1933 In un periodo di fervente sviluppo per la psicologia, si assiste alla pubblicazione del testo, Institutional Behavior, (Comportamento Instituzionale) di Floyd Allport[97], un tentativo di spiegare il comportamento dei gruppi attraverso le azioni individuali. Parallelamente, Dorothy Thomas[98] si impegna nella creazione di metodi rigorosi per osservare e misurare il comportamento sociale. L'orizzonte internazionale della disciplina si espande con l'arrivo dello psicologo Waclaw Radecki[99] in Uruguay, dove inizia ad insegnare psicologia generale. Figure di spicco come Alfred Adler continuano a contribuire con le loro riflessioni, pubblicando testi sul significato della vita, mentre Carl Gustav Jung ottiene un prestigioso incarico accademico al Politecnico di Zurigo. Eventi storici influenzano la geografia della psicologia, con importanti esponenti della Gestalt come Max Wertheimer e Kurt Lewin che emigrano in America, portando con sé le loro innovative teorie. Nel mondo della psicologia applicata, si forma l'associazione britannica degli psicologi pratici, a testimonianza della crescente rilevanza della disciplina al di fuori dell'accademia. Un segnale delle complesse dinamiche politiche che influenzano la ricerca psicologica si manifesta in Unione Sovietica con la soppressione della sezione di psicologia ingegneristica in un istituto di psicologia sperimentale. Infine, la crescente specializzazione del campo è evidenziata dalla fondazione della Società Giapponese per la Psicologia Animale.
- 1934 si assiste a una crescente affermazione della psicologia in diversi ambiti. Plinio Olinto contribuisce alla diffusione della disciplina con una pubblicazione dal titolo Psicologia, mentre in ambito accademico si registra un importante riconoscimento con l'introduzione della psicologia come materia obbligatoria in alcuni corsi universitari, segnale della sua crescente rilevanza formativa. Figure chiave continuano a influenzare lo sviluppo della disciplina, come dimostra l'emigrazione di Alfred Adler in America, evento che porterà il suo pensiero e le sue teorie nel contesto statunitense. Parallelamente, si assiste a importanti innovazioni metodologiche, con la fondazione dell'American Institute of Public Opinion (Gallup), che introduce un approccio scientifico alla misurazione dell'opinione pubblica, e con Jacob Levy Moreno che introduce formalmente la sociometria, una tecnica innovativa per analizzare le dinamiche relazionali all'interno dei gruppi, illustrata nella sua fondamentale opera, Chi sopravvivrà ? . Il riconoscimento e l'organizzazione della psicologia come professione si consolidano a livello internazionale con la fondazione dell'Associazione Psicologica Norvegese, mentre in Egitto viene istituita la prima clinica psicologica presso un'istituzione di alta formazione, segnando un passo significativo per l'applicazione clinica della psicologia nel mondo arabo.

1935
- 1935 Sylvio Rabello[94] pubblicò, La psicologia dell'illustrazione infantile. Nello stesso anno, Jean Maugué[100] iniziò a insegnare psicologia nel corso di laurea in filosofia.
- 1935 Burrhus Fredericks Skinner distinse tra il condizionamento classico (o pavloviano) e il condizionamento operante. Il condizionamento classico, studiato da Pavlov, si basa sull'associazione tra uno stimolo neutro e uno stimolo incondizionato per generare una risposta automatica. Al contrario, il condizionamento operante, introdotto da Skinner, si concentra su comportamenti volontari che vengono rinforzati o puniti in base alle conseguenze che seguono tali comportamenti. Skinner parlò di risposte rispondenti (legate a stimoli antecedenti) e risposte operanti (legate a rinforzi successivi).
- 1935 Wolfgang Köhler e Kurt Goldstein emigrano in America. Carl Murchison[89] pubblica il Manuale di psicologia sociale. Egon Brunswik viene invitato da Edward Tolman, per un periodo di un anno, come conferenziere in visita al collega, presso l'università della California di Berkeley. Alfred Adler, psichiatra e psicologo austriaco, è noto per aver fondato la psicologia individuale e per aver creato un'importante rivista internazionale dedicata a questa disciplina. Henry Murray e Christiana Morgan[101] sono noti per aver sviluppato il TAT (Test di Apperception Tematica), un metodo di valutazione psicologica. Walter Blumenfeld[102] si trasferisce in Perù, dove lavora all'Istituto di Psicologia dell'Università San Marcos. Wolfgang Köhler, un importante esponente della psicologia della Gestalt, lasciò la sua posizione a Berlino, mentre Kurt Koffka pubblicò i principi fondamentali del gestaltismo, contribuendo così allo sviluppo di questa corrente psicologica.
- 1936 Noemy da Silveira Rudolfer assunse l'insegnamento della psicologia educativa presso la Faculdade de Filosofia, Ciências e Letras dell'Università di São Paulo, diventando una figura pionieristica nella formazione di nuovi insegnanti in Brasile. Nello stesso anno, Muzafer Sherif pubblicò The Psychology of Social Norms, un'opera fondamentale che esplora come le norme sociali influenzano il comportamento umano. Inoltre. In Finlandia fu istituita la prima cattedra indipendente di psicologia, un importante passo per lo sviluppo della disciplina nel paese.
- 1937 Il laboratorio di psicologia situato a Engenho de Dentro, quartiere di Rio de Janeiro, viene integrato presso l'Università del Brasile. Questo evento indica un momento significativo per la psicologia brasiliana, evidenziando l'istituzionalizzazione e il riconoscimento accademico della disciplina. L'integrazione di un laboratorio in un'università prestigiosa come l'Università del Brasile, favorisce la ricerca e la formazione di nuovi psicologi.
- 1937 Gordon Allport pubblica la sua opera fondamentale, intitolata, Personalità: interpretazione psicologica' Questo evento rappresenta una pietra miliare nella psicologia della personalità, un lavoro che ha introdotto all'introduzione di concetti chiave che hanno influenzato le successive teorie e ricerche sulla personalità.
- 1937 B. F. Skinner introduce per la prima volta il termine 'operante' per descrivere un tipo di apprendimento, applicando contestualmente il termine 'rispondente' al riflesso pavloviano, consolidando così la terminologia del comportamentismo. Questo passaggio è cruciale per lo sviluppo del comportamentismo operante di Skinner.
- 1937 Donald O. Hebb ritorna in Canada per assumere un ruolo di rilievo come ricercatore presso l'Istituto Neurologico di Montréal, segnando un momento importante per la neuropsicologia canadese.
- 1937 Viene istituito il primo corso di laurea in psicologia presso la Facoltà di Filosofia e Lettere dell'Università Nazionale Autonoma del Messico (UNAM), un passo fondamentale per la crescita e la professionalizzazione della psicologia in Messico e in America Latina.
- 1937 Anna Freud pubblica la sua influente opera, L'Io e i meccanismi di difesa, un contributo significativo alla psicoanalisi e alla psicologia dell'Io. 1937 Karen Horney pubblica il suo importante lavoro, La personalità nevrotica del nostro tempo, segnando una critica significativa alle teorie psicoanalitiche classiche e introducendo una prospettiva socioculturale nella comprensione della nevrosi.
- 1938 Sylvio Rabello[94] pubblica la rappresentazione del tempo nel bambino
- 1938 Djacir Menezes[103] pubblica a Fortaleza il dizionario della psicologia pedagogica
- 1938 B. F.Skinner pubblica,  il comportamento degli organismi.
- 1938 Henry Murray pubblica, le esplorazioni nella personalità
- 1938 Daniel Katz[104]e R. L. Schank[105] pubblicano,  La psicologia sociale
- 1938 Lo psicologo rumeno Florian Stefanescu-Goanga[106] fonda la  Revista de Psichologie.
- 1938 M. B. Hushiyar[107] stabilisce il primo laboratorio psicologico e pubblica il primo manuale sperimentale iraniano di psicologia (psicologia sperimentale)
- 1939 Arthur Ramos[108]pubblica un lavoro sui bambini problematici.
- 1939 John Dollard, Neal Miller[109] e collaboratori presentano l'ipotesi frustrazione-aggressione nel libro, Frustrazione e aggressione.
- 1939 Nasce l'Associazione Psicologica Canadese.
- 1939 Emilio Mira y López presenta a Londra il suo test PMK.[110]
- 1939 All'università di Hong Kong inizia il primo corso di psicologia.

### 1940
- 1941 Barrington Moore[111] e Benjamin Fine pubblicano la Storia della psicologia medica.
- 1941 Viene fondato l'Instituto de Psicologia presso l'Universidad de Chile.
- 1941 In Perù viene istituita la prima scuola di psicologia sperimentale.
- 1941 In Germania, viene istituito il primo programma universitario tedesco per la formazione, l'esame e il diploma professionale in psicologia.
- 1942 Starke Rosecrans Hathaway[112] e McKinley pubblicano l'inventario di personalità del Minnesota Multiphasic - MMPI
- 1942 Carl Ransom Rogers[113] sviluppa una terapia concentrata sul paziente
- 1942 Viene creato in Ecuador La Sociedad de Estudios Psicológicos e Psiquiátricos y Disciplinas Conexas. (La Società di Studi Psicologici e Psichiatrici e Discipline Affini)
- 1943 Clark L. Hull pubblica i principi di comportamento
- 1943 Clifford Morgan[114] pubblica psicologia fisiologica, divenuto nel tempo un vero e proprio testo di riferimento.
- 1943 Enrique Mouchet[115] pubblica, percepción, razón e instinto, (Percezione, ragione e istinto).
- 1943 Bruno Bettelheim pubblica il comportamento specifico e totale nelle situazioni estreme.
- 1943 Erwin Straus pubblica , Funzioni della dispersione convenzionale schiziofrenica del pensiero.
- 1944 Plinio Olinto[116] ha analizzato e interpretato le tendenze e i metodi della psicologia sperimentale, contribuendo a una comprensione più ampia delle pratiche e delle teorie in questo campo.
- 1944 Donald Olding Hebb ha introdotto l'idea che gruppi di neuroni, chiamati assemblee cellulari, lavorano insieme per rappresentare e processare informazioni. Questa teoria suggerisce che l'attivazione simultanea di neuroni specifici crea connessioni più forti tra di loro, facilitando l'apprendimento e la memoria. La sua famosa regola, che afferma "neuroni che si attivano insieme, si connettono insieme" (o "What fires together, wires together"), implica che le esperienze ripetute rafforzano le sinapsi tra neuroni interconnessi. Questo principio ha avuto un impatto significativo sulla comprensione dei meccanismi neuronali alla base dell'apprendimento e della memoria.
- 1945 Ninita Marcondes de Cabral e Otto Klineberg fondano la Società di Psicologia di São Paulo.
- 1945 Kurt Lewin organizza il Centro di Ricerca per la Dinamica di Gruppo presso il Massachusetts Institute of Technology.
- 1945 Negli Stati Uniti, i primi stati dichiarano la legge per la certificazione o il licensure degli psicologi, firmata dal governatore Raymond Baldwin del Connecticut.
- 1945 Otto Fenichel pubblica le teorie psicanalitiche delle nevrosi.
- 1945 Karl Duncker pubblica un famoso articolo sulla soluzione dei problemi nelle monografie psicologiche periodiche.
- 1945 Viene fondato il Journal of Clinical Psychology. In Egitto, Yousif Mourad e Mustapha Ziwar stabiliscono il Journal of Egyptian Psychology. Inoltre, viene istituito il ramo australiano della Società Psicologica Britannica.
- 1946 Fritz Heider pubblica, Gli atteggiamenti e l'organizzazione conoscitiva.
- 1946 Viene pubblicato il primo numero di The American Psychologist.
- 1946 Bela Székely pubblica, Le prove di Los. In Cile, il Decreto 1023 regola la formazione degli psicologi.
- 1946 In Guatemala, la psicologia inizia a essere riconosciuta come professione.
- 1946 In Spagna, viene fondato il giornale Revista de Psicología General y Aplicada.
- 1946 Viene fondata l'Associazione Psicologica Coreana
- 1947 Jerome Bruner e Cecile C. Goodman pubblicano l'articolo, Value and Need as Organizing Factors in Perception (Valore e bisogno come fattori organizzativi nella percezione) , articolo che esplora come i valori e i bisogni influenzino la percezione. Questo studio è considerato un classico della psicologia sociale e mette in evidenza come la percezione non sia un processo passivo, ma sia influenzata da fattori psicosociali come motivazione e personalità.
- 1947 Roger Barker e Herbert Wright stabiliscono la Midwest Psychological Field Station, stazione dedicata allo studio della psicologia ecologica, concentrandosi sull'interazione tra l'individuo e l'ambiente e contribuendo significativamente allo sviluppo della psicologia ecologica come sottodisciplina. La Facoltà di Filosofia dell'Università del Cile inizia il processo di professionalizzazione degli psicologi.
- 1947 In Colombia, la psicologia comincia a essere riconosciuta come professione. In Francia, viene stabilito il titolo universitario in psicologia, noto come, patente de psychologie.
- 1947 In Belgio, viene fondata la Società Psicologica Belga.
- 1947 Jaime Zaguirre fonda nelle Filippine la prima unità di servizi neuropsicologici presso l'ospedale V. Luna General
- 1948 B. F. Skinner pubblica Walden due E. C. Tolman pubblica le mappe conoscitive di carta in ratti ed in uomo Kenneth MacCorquodale e Paul Meehl pubblicano su una distinzione fra le variabili ipotetiche di intervento e delle costruzioni Ha stabilito il Instituto de Psicologia y Investigaciones Psicologicas nella La Universidad il San Carlos del Faculdad de Humanidades nel Guatemala Il C. G. Jung Institute è stabilito a Zurigo La psicologia come oggetto indipendente dell'università comincia ad essere studiata in Cecoslovacchia L'associazione egiziana per le società psicologiche (EAPS) è stabilita. Alfred Kinsey pubblica , Sexual Behaviour in the Human Male (Il comportamento sessuale dell'uomo) il primo dei due volumi che successivamente comporranno i Rapporti Kinsey.
- 1949 Viene fondato, il giornale, Arquivos Brasileiros de Psicotécnica, successivamente noto come Arquivos Brasileiros de Psicologia.
- 1949 Jerome Bruner e Leo Postman pubblicano un lavoro sulla percezione dell'incongruenza, introducendo un nuovo paradigma. Donald O. Hebb pubblica, l'organizzazione del comportamento.
- 1949 George Miller è noto per il suo lavoro sulla psicologia cognitiva. Viene pubblicata per la prima volta, la scala di intelligenza di Wechsler (WISC) per bambini.
- 1949 Gilbert Ryle pubblica, Il concetto della mente.
- 1949 Claude Shannon e Warren Weaver, pubblicano la teoria matematica della comunicazione. A Boulder, Colorado, si tiene un congresso sulla formazione scientifica e professionale in psicologia.
- 1949 Viene fondata l'Associazione Giapponese di Dinamica di Gruppo.

## 1950
- 1950 Theodor W. Adorno, Else Frenkel-Brunswik, Daniel J. Levinson e Nevitt Sanford pubblicano, La personalità autoritaria.
- 1950 Theodore M. Newcomb pubblica un'opera sulla psicologia sociale.
- 1950 George Homans pubblica, Il gruppo umano.
- 1950 Alan Turing pubblica lavori sul calcolo e l'intelligenza, contribuendo alla teoria della computazione.
- 1950 Viene fondata La Società Messicana di Psicologia e l'Istituto di Psicologia presso l'Università Centrale dell'Ecuador.
- 1950 Viene creata l'Associazione Psicologica di Israele.
- 1951 Viene fondata l'unione internazionale della scienza psicologica (IUPS).
- 1951 Viene istituita in Messico La società di Interamericana di psicologia.
- 1951 Nasce l'istituto dell'Accademia cinese di psicologia della scienza.
- 1952 Egon Brunswick pubblica, La struttura concettuale della psicologia.
- 1952 Salomon Asch pubblica La psicologia sociale
- 1952 Frederic Bartlett pubblica, Esperimenti di psicologia pratica.
- 1952 Viengono fondate sia la La società psicologica spagnola che L'associazione educativa giapponese di psicologia.
- 1953 L'associazione americana della psicologia pubblica il primo codice dell'etica degli psicologi.
- 1953 B. F. Skinner pubblica La scienza ed il comportamento umano.
- 1953 Leon Festinger e Daniel Katz pubblicano, Metodi di ricerca nelle scienze del comportamento.
- 1953 C. Hovland, I. Janis e H. Kelley pubblicano, Comunicazione e persuasione : studi psicologici sul cambiamento di opinione.
- 1953 Viene creata in Uruguay, la Società di Psicologia.
- 1953 Viene inaugurata all'università di Madrid, la scuola postlaurea di psicologia.
- 1953 Il persiano Iraj Ayman stabilisce un protocollo o un criterio per l'orientamento professionale legato a missioni tecniche degli Stati Uniti.
- 1954 Viene inaugurata l'associazione brasiliana degli psicologi.
- 1954 Sul giornale, Arquivos Brasileiros de Psicotécnica, viene pubblicato un progetto di legge riguardante la formazione e la regolamentazione della professione di psicologo.
- 1954 Gordon Allport pubblica, La natura del pregiudizio.
- 1954 Leon Festinger sviluppa la teoria del confronto sociale, che spiega come gli individui valutino le proprie opinioni e abilità confrontandole con quelle degli altri.
- 1954 Abraham Maslow sviluppa una teoria gerarchica della personalità umana, focalizzandosi sulla motivazione e sulla personalità, esplorata nel suo libro.
- 1954 Negli Stati Uniti, B. F. Skinner presenta una macchina per l'insegnamento,  basata sull'istruzione programmata.
- 1954 In Argentina viene fondato il giornale, Acta Psiquiátrica y Psicológica, (Atti psichiatrici e Psicologici ) .
- 1954 In Perù viene istituita la Sociedad Peruana de Psicología
- 1955 Lo psicologo sociale Richard Crutchfield pubblica,  la conformità ed il carattere.
- 1955 George Kelly pubblica la teoria della psicologia dei costrutti personali. Lee J. Cronbach e Paul E. Meehl pubblicano un articolo sulla validità di costrutto nei test psicologici.
- 1955 Viene inaugurata la Federacion Colombiana de Psicologia (Federazione Colombiana di Psicologia).
- 1955 Viene creato in Perù un corso di formazione in psicologia presso l'Università di San Marcos
- 1955 Viene pubblicato a Londra, Il giornale della psicologia analitica.
- 1955 Il sudafricano David Cooper, psichiatra, si trasferisce in Inghilterra
- 1955 Viene aperto, presso l'università del Queensland, un reparto di psicologia.
- 1956 Jerome Bruner e i suoi collaboratori, Jacqueline Goodnow e George Austin, pubblicano il libro A Study of Thinking, dedicato allo studio dei processi di pensiero e alla formazione dei concetti
- 1956 George A. Miller pubblica sulla Psychological Review un importante articolo sul numero magico sette.
- 1956 Solomon Asch pubblica i suoi studi sulla conformità, esaminando come le persone si conformino alle opinioni del gruppo anche quando queste sono contrarie alle loro percezioni individuali.
- 1956 U.T. Place pubblica l'articolo, Is Consciousness a Brain Process? ( La Consapevolezza e un Processo Cerebrale ?) , in cui sostiene che la coscienza è identica a un processo cerebrale, contribuendo alla teoria dell'identità mente-cervello che rappresenta una delle prime dichiarazioni moderne della teoria dell'identità, secondo la quale la coscienza è un processo cerebrale.
- 1956 Lo psichiatra svizzero Ludwig Biswanger pubblica le tre forme dell'esistenza frustrata: stravaganza, idiosincrasia ed ostentazione.
- 1956 Viene fondato il giornale, Ceskolovenska Psychologie, (psicologia cecoslovacca)
- 1956 In Egitto viene approvata la legge n° 198 che per la prima volta regola la pratica clinica degli psicologi di questa nazione.
- 1957 Leon Festinger pubblica La teoria della dissonanza cognitiva.
- 1957 B.F. Skinner pubblica il libro, Il comportamento verbale.
- 1957 Charles B. Ferster e altri collaboratori, dopo cinque anni di collaborazione con Skinner pubblicano i programmi del libro, Rinforzo
- 1957 H.J. Eysenck pubblica, Gli effetti della psicoterapia: una valutazione'
- 1957 Lee Cronbach pubblica, Le due discipline della psicologia scientifica.
- 1957 Viene fondato L'Istituto di Investigaciones Psicologicas presso l'Università del Costa Rica e La Società Psicologica Finlandese.
- 1958 Un articolo di Allen Newell, Herbert A. Simon e Clifford Shaw introduce una teoria sulla soluzione umana dei problemi, presentando in psicologia la prima esposizione del metodo dell'elaborazione delle informazioni.
- 1958 Herbert Feigl pubblica, Il mentale e il fisico.
- 1958 Howard A. Rusk pubblica, La medicina della riabilitazione, in cui suggerisce che circa la metà degli adulti fisicamente disabili richiederebbe servizi psicologici per raggiungere ragionevole equilibrio psicofisico.
- 1958 Donald Broadbent pubblica, La percezione e la comunicazione. In Francia viene offerto un dottorato con un'opzione in psicologia.
- 1958 Vengono fondate La Società Psicologica Cecoslovacca e Slovacca.
- 1958 Durante le spedizioni del Kalahari viene testata sui boscimani la prova di completamento del modello (PATCO), inventata dall'Istituto Nazionale Sudafricano di Ricerca Personale.
- 1959 Wolfgang Köhler pubblica oggi il gestaltismo
- 1959 Viene pubblicato il libro di John W. Thibaut e di Harold H. Kelley, la psicologia sociale dei gruppi,
- 1959 Viene pubblicato L'articolo di J. P. Guilford, le tre facce dell'intelletto.
- 1959 Noam Chomsky pubblica una recensione critica del libro,Verbal Behavior, di B.F. Skinner, che aveva esplorato il linguaggio come un comportamento operante.
- 1959 J.J.C. Smart pubblica un articolo Sulle sensazioni e il processo cerebrale.
- 1959 In Iran, Iraj Ayman stabilisce il primo reparto psicologico presso l'Università Nazionale di Teheran.
- 1959 A Tananarive, in Madagascar, si tiene la riunione degli esperti sulla psicologia di base delle popolazioni africane e malgasce organizzata dal C.C.T.A/C.S.A."[117]

### 1960
- 1960 George Sperling pubblica un articolo fondamentale sulla memoria sensoriale, dimostrando l'esistenza di una breve capacità di trattenere informazioni visive.
- 1960 Robert Watson pubblica, A History of Psychology: An Overview, (Storia della psicologia: Una panoramica)  un'opera che copre una zona trascurata della storia della psicologia, ovvero la necessità di integrare e comprendere la diversità e la frammentazione all'interno della disciplina. Watson pone l'accento sull'importanza di esplorare le origini e lo sviluppo della psicologia per dare coerenza a un campo che altrimenti appare frammentato in molteplici approcci, come quelli cognitivi, comportamentali, fisiologici e psicoanalitici
- 1960 Milton Rokeach pubblica, The Open and Closed Mind (La Mente aperta e la Mente chiusa) , un lavoro che esplora le differenze tra atteggiamenti aperti e chiusi.
- 1960 Viene aperta in Messico la prima scuola di psicologia professionale, mentre in Giappone nasce l'Associazione Sociale di Psicologia
- 1961 Carl Rogers pubblica, On Becoming a Person: A Therapist's View of Psychotherapy, (Diventare una persona il punto di vista di uno Psicoterapeuta) ,un'opera fondamentale nella psicologia umanistica che esplora l'auto-accettazione e l'auto-comprensione come passaggi cruciali per lo sviluppo personale
- 1961 Benjamin Wolman pubblica, The Handbook of Clinical Psychology (Manuale di Psicologia Clinica) , un manuale che rappresenta un importante contributo nel campo della psicologia clinica.
- 1961 Rensis Likert pubblica, New Patterns of Management (Nuovi Modelli di Gestione) , un libro che analizza i limiti e le nuove prospettive nella gestione organizzativa in campo psicologico.
- 1961 Michael Argyle pubblica sulla rivista Sociometry un articolo su, Eye-Contact, Distance and Affiliation, (Contatto visivo distanza e affiliazione) dove esplora le dinamiche sociali e la comunicazione non verbale.
- 1961 Hans Toch pubblica, The Psychology of Crime and Criminal Law" (La psicologia del crimine e il diritto penale), il primo manuale di psicologia legale e criminale, che segna un importante passo avanti nello studio della psicologia applicata al diritto.
- 1961 Viene attivato a Cuba un programma di psicologia presso l'Università di Las Villas, un importante sviluppo per l'istruzione e la ricerca psicologica nel paese.
- 1962 Creazione dei corsi di Bachelor e la professione dello psicologo. In generale, la creazione di corsi di laurea triennale (Bachelor) in psicologia è un passo importante per formare professionisti nel campo della psicologia.
- 1962 L'Università brasiliana di São Paulo assume Fred Keller, noto per il suo lavoro nel campo della psicologia e dell'educazione.
- 1962 Michael Murphy e Dick Price fondano a Big Sur l'Istituto di Esalen noto per le sue attività legate alla crescita personale e alla spiritualità.
- 1962 Viene fondata l'Associazione Psicologica delle Filippine. Questo evento segna un importante passo avanti per la professione psicologica della nazione, con il compito di promuovere e regolare la pratica della psicologia nel paese.
- 1963 Pedro Parafita Bessa genera il corso della psicologia al Universidade de federale Minas Gerais Sigmund Koch pubblica la psicologia: uno studio su una scienza[118] Neil Smelser pubblica la teoria di comportamento collettivo J. A. Ritchie pubblica a Wellington, Nuova Zelanda il libro fare di un maori: Un'inchiesta di un paese che cambia
- 1963 Pedro Parafita Bessa introduce il corso di Psicologia presso l'Universidade Federal de Minas Gerais.
- 1963 Sigmund Koch pubblica La psicologia: uno studio su una scienza.[118]
- 1963 Neil Smelser pubblica La teoria del comportamento collettivo.
- 1963 J. A. Ritchie, a Wellington (Nuova Zelanda), pubblica il libro, Essere Māori: un'indagine su un paese in cambiamento.
- 1964 Fred Keller, Carolina M. Bori, Rodolpho Azzi e J. G. Sherman istituiscono il dipartimento di psicologia all'Universidade de Brasília.
- 1964 Stanley Milgram ha pubblicato, Obedience to Authority, ( Obbedienza all'autorità) un'opera fondamentale sulla psicologia sociale. In questo periodo, emerge la cosiddetta psicologia umanistica considerata come "terza forza" nell'ambito della psicologia.
- 1964 T. W. Wann ha pubblicato, Behaviorism and Phenomenology: Contrasting Bases for Modern Psychology (Comportamentismo contro Fenomenologia: Le Radici Contrapposte della Psicologia Moderna) .
- 1964 Vengono istituite l'Unión Cubana de Psicología e la Sociedad Salvadoreña de Psicología.
- 1964 Lo storico iugoslavo, Kruno Kristic, ha pubblicato un articolo sull'Acta Instituti Psychologici Universitatis Zagabrensis riguardante Marko Marulić, l'autore del termine "psicologia".
- 1964 Viene fondata l'Associazione degli Psicologi Rumeni.
- 1965 Durante il regime militare in Brasile (1964-1985), la psicologia e le scienze umane subirono una forte repressione. Il governo percepiva queste discipline come minacce alla stabilità sociale e al controllo politico, portando alla limitazione o alla chiusura di molti programmi accademici, inclusi quelli di psicologia, furono chiusi o limitati. Inoltre ricerche e pubblicazioni furono soggette a censura, con un forte controllo sui contenuti considerati sovversivi e molti psicologi furono perseguitati, costretti all'esilio o silenziati.
- 1965 Roger Brown pubblica, Social Psychology (Psicologia Sociale), uno dei primi testi completi e sistematici della disciplina. Questo libro ha avuto un impatto immediato e duraturo nello studio della psicologia sociale, trattando temi come la percezione sociale, l'influenza sociale, la comunicazione, le dinamiche di gruppo e i pregiudizi.
- 1965 Robert Zajonc ha studiato l'ambito psicologico della cosiddetta, facilitazione sociale, un ambito che analizza come la presenza di altre persone possa influenzare le prestazioni individuali, migliorandole in compiti semplici e peggiorandole in compiti complessi.
- 1965 Viene fondato un importante giornale dedicato alla psicologia e alle scienze del comportamento, noto come Journal of the History of the Behavioral Sciences (Quotidiano di Storia delle Scienze Comportamentali) e pubblicato da John Wiley & Sons. L'editore capo attuale è Alexandra Rutherford dell'Università di York.Questa pubblicazione ebbe un ruolo fondamentale nel documentare e analizzare lo sviluppo storico delle scienze comportamentali e della psicologia, contribuendo a una maggiore comprensione delle loro origini e delle loro evoluzioni nel contesto sociale e culturale.
- 1965 In quell'anno viene tenuto a Swampscott, Massachusetts, un significativo congresso che ha avuto un ruolo cruciale nella formalizzazione del campo della psicologia della comunità. Questo evento ha rappresentato una risposta alle limitazioni percepite della psicologia clinica tradizionale e ha segnato un punto di svolta nella pratica psicologica, orientandola verso un approccio più comunitario e preventivo.
- 1965 Viene fondata l'Asociación Panameña de Psicólogos (APP). Questa associazione rappresenta un'importante organizzazione professionale per gli psicologi dello stato panamense. La creazione di questa associazione ebbe un impatto significativo sullo sviluppo della psicologia nel paese, fornendo una piattaforma per la promozione della professione e il supporto ai professionisti del settore.
- 1965 Lo psicologo T'Sao Jih-chang traduce in cinese il testo di Psicologia sperimentale scritto dalla psicologa Nancy Schlossberg e dal giornalista e saggista Bob Woodward.
- 1965 Viene fondato in Pakistan Il primo giornale di Psicologia.
- 1965 Viene aperto in Zambia il primo laboratorio indipendente di psicologia sperimentale dell' Africa centro meridionale.
- 1966 James J. Gibson pubblica il libro, The Senses Considered as Perceptual Systems. (I sensi considerati come sistema percettivo). In questo lavoro, Gibson esplora la natura dei sensi umani e come questi funzionano insieme come un sistema integrato della percezione.
- 1966 Jerome S. Bruner pubblica il libro, Studies in Cognitive Growth (Studi sullo sviluppo cognitivo), che rappresenta un contributo significativo alla comprensione dello sviluppo mentale e cognitivo nei bambini.
- 1966 Saul Sternberg pubblica sulla rivista scientifica Science, un articolo intitolato, High-Speed Scanning in Human Memory. Questo studio ebbe un impatto significativo nel campo della psicologia cognitiva, in particolare nello studio della memoria.
- 1966 Il programma del primo padrone in psicologia humanistic è stabilito nel reparto di psicologia del Sonoma Dichiara l'università La prima legislazione federale per proteggere gli oggetti animali di ricerca, la Legge di protezione degli animali, è stata promulgata Ha stabilito il Sociedad Paraguaya de Psicologia La psicologia come vietato come oggetto dell'università, l'istituto della psicologia in Accademico cinese delle scienze è chiusa e la pubblicazione delle pubblicazioni e dei libri di psicologia è cessata in Cina
- 1966 Lo psicologo iraniano Ali Akbar Siyasi, pubblica il libro ː روانشناسی پرورشی (Ravanshenasi Parvarishi), che si traduce letteralmente come, Psicologia dell'Educazione, o,Psicologia dello Sviluppo , a seconda dell'interpretazione di " پرورشی" - parvarishi - che può significare sia "educativo" che "di crescita/sviluppo.
- 1967 Viene fondata la Revista Interamericana de Psicología/Interamerican, Journal of Psychology, una rivista accademica e scientifica di psicologia.
- 1967 Viene pubblicata dallo psicologo esistenzialista Rollo May l'influente opera, Psicologia e il dilemma umano.
- 1967 Viene proposta dal filosofo Hilary Putnam l'idea della realizzabilità multipla delle proprietà mentali, ossia ːuna stessa esperienza mentale (come la "gioia" o il "dolore") può essere "realizzata" o "creata" da diverse basi fisiche. In pratica non c'è un unico modo "fisico" nel cervello per provare gioia; cervelli diversi o anche sistemi diversi dal cervello potrebbero provare la stessa gioia in modi fisicamente differenti.
- 1967 Viene riconosciuto a Robert Watson il merito di aver realizzato una delle prime opere storiografiche a livello mondiale sui programmi di dottorato (PhD) in psicologia.
- 1967 Viene fondato il dipartimento di psicologia dell'Universidad Autónoma de Santo Domingo, nella Repubblica Domenicana.
- 1967 Viene pubblicato dallo psicologo statunitense, Ulric Neisser, il libro, Psicologia cognitiva, un testo fondamentale che ha contribuito a definire il campo della psicologia cognitiva.
- 1968 Abraham Maslow pubblica il testo, Verso una psicologia dell'essere.
- 1968 Viene pubblicata negli Stati Uniti , da New York dalla casa editrice Macmillan, L'Enciclopedia Internazionale delle Scienze Sociali (International Encyclopedia of the Social Sciences)
- 1968 Viene fondato il Colegio de Psicólogos de Chile (l'associazione degli psicologi cileni).
- 1968 Viene istituito a Cuba dalla psicologa, Lourdes García-Averasturi, il Gruppo Nazionale di Psicologia.
- 1968 il filosofo australiano David Malet Armstrong pubblica, A materialist theory of the mind , (Teoria materialista della mente).
- 1968 Viene fondata presso il Bryn Mawr College in Pennsylvania, Cheiron, Società Internazionale per la Storia delle Scienze del Comportamento e Sociali.
- 1968 Vengono fondati sia il dipartimento di psicologia all'Università, che la Società Psicologica di Hong Kong
- 1968 Viene fondata l'Associazione Psicologica dell'Iran.
- 1968 Viene fondato in Corea del Sud, il Korean Journal of Psychology.
- 1968 Tiene la sua prima riunione a Dhaka l'Associazione Psicologica del Pakistan.
- 1968 Viene fondato un dipartimento di psicologia all'Università dello Zambia."
- 1968 Lo psicologo, filosofo , esperto in storia della psicologia, William Sahakian, pubblica il testo, Storia della psicologia.
- 1969 Lo psicologo britannico, Gregory Bateson pubblica, La schizofrenia e la famiglia
- 1969 lo psicologo canadese, Albert Bandura pubblica il testo, Principles of Behavior Modification, (Principii di modifica del comportamento)
- 1969 Gli psicologi sociali e della personalità americani, Gardner Lindzey e Elliot Aronson, pubblicano la seconda edizione del Handbook of social psycology (Manuale di psicologia sociale).
- 1969 Lo psichiatra sudafricano, naturalizzato americano, Joseph Wolpe pubblica, The Practice of Behavior Therapy, (La pratica della terapia del comportamento).
- 1969 La psichiatra svizzera, Elizabeth Kubler-Ross pubblica il testo, Sulla morte e sul morire.
- 1969 Lo psicologo Colombiano, Ruben Ardila fonda in Colombia il Giornale di psicologia dell'America latina.
- 1969 Viene fondata dallo psicologo e sociologo, Juan Carlos Agulla e dal filosofo, matematico, epistemologo, Gregorio Klimovsky, la Revista Argentina de Psicologia

### 1970
- 1970 Dopo la sua concettualizzazione e la nascita di istituti dedicati, la psicologia umanistica culmina nel primo Congresso Internazionale di Amsterdam. Questo evento, successivo alla definizione delle origini da parte di François Lapointe e contemporaneo all'applicazione in Cecoslovacchia di Kratochvil, consacra questo anno come anno di validazione e diffusione globale, affermandola come movimento psicologico internazionale.
- 1971 Gli psicologi Roger N. Shepard e Jacqueline Metzler pubblicano un libro intitolato, Mental Rotation of Three-Dimensional Objects. (Rotazione mentale di oggetti tridimensionali).
- 1971 B.F. Skinner, attraverso i suoi scritti e in particolare con il libro, Oltre la Libertà e la Dignità, propose una visione della natura umana e del comportamento che metteva in discussione le tradizionali nozioni del libero arbitrio e del valore intrinseco dell'individuo.
- 1971 H. Rimoldi creò il Center for Interdisciplinary Research in Mathematical and Experimental Psychology. Questo centro era un'istituzione dedicata a promuovere e sviluppare la psicologia matematica come approccio scientifico rigoroso e quantitativo allo studio della mente e del comportamento.
- 1971 Franco Basaglia, attraverso il suo lavoro e in particolare con il libro, L'istituzione negata, mise in discussione le fondamenta stesse del sistema psichiatrico tradizionale italiano, denunciandone la violenza istituzionale, la natura custodialistica e deumanizzante, e proponendo un modello alternativo radicale basato sulla chiusura degli ospedali psichiatrici e la creazione di servizi territoriali.
- 1971 Lo Zimbabwe regolamenta legalmente la pratica psicologica, segnando un anno di avanzamenti e dibattiti cruciali in diversi ambiti della psicologia.
- 1972 Allen Newell e Herbert A. Simon pubblicano il libro, Human Problem Solving, un'opera seminale che ha rivoluzionato lo studio del pensiero umano e ha contribuito a fondare la psicologia cognitiva. In questo libro, Newell e Simon presentarono un approccio basato sull'elaborazione delle informazioni per comprendere il problem solving complesso, utilizzando protocolli di pensiero ad alta voce e modelli computazionali per analizzare i processi mentali
- 1972 Ron Harré e Paul Secord pubblicano il libro, The Explanation of Social Behaviour, in cui proposero un nuovo approccio per comprendere il comportamento sociale, l'"Approccio Basato sulle Regole" (R.A.). Questo approccio rappresentava una critica al riduzionismo e al positivismo dominanti in psicologia sociale, e proponeva di spiegare il comportamento sociale non come semplice risposta a stimoli, ma come azione intenzionale e significativa governata da regole, convenzioni e pratiche sociali.
- 1972 La pubblicazione del libro, Ethnocentrism: Theories of Conflict, Ethnic Attitudes, and Group Behavior, ( Etnocentrismo: Teorie del conflitto, atteggiamenti etnici e comportamento di gruppo)di Robert A. LeVine e Donald T. Campbell rappresenta un momento chiave e fondamentale nella storia della psicologia, in particolare per quanto riguarda lo sviluppo della psicologia sociale, della psicologia interculturale e degli studi sulle relazioni intergruppi.
- 1972 Lo psicologo Henri Tajfel, attraverso il testo, La Contestualizzazione della Psicologia Sociale: Idea Chiave, ha ricontestualizzato la psicologia sociale, spostando l'attenzione dall'individuo isolato all' individuo sociale e di gruppo. Con la Teoria dell'Identità Sociale, ha fornito un quadro teorico potente per comprendere le radici psicologiche del pregiudizio e del conflitto intergruppi, enfatizzando il ruolo dei processi di categorizzazione sociale e della ricerca di una identità sociale positiva all'interno di un contesto sociale e storico più ampio. Il suo lavoro ha contribuito in modo fondamentale a rendere la psicologia sociale una disciplina più socialmente rilevante e consapevole.
- 1972 J. R. Eiser e W. Stroebe pubblicano il testo, La categorizzazione ed il giudizio sociale.
- 1972 Lo psichiatra svizzero Medard Boss fonda a Zurigo l'Istituto di psicoterapia e medicina psicosomatica ad orientamento analitico esistenziale
- 1973 Viene fondata la facoltà di psicologia presso l'università nazionale de Messico (UNAM)
- 1973 Karl von Frisch, Konrad Lorenz e Nikollaas Tinbergen ricevono il premio Nobel per il riconoscimento dei loro studi sul comportamento degli animali
- 1973 in Norvegia viene approvata una legge che riconosce ufficialmente e regolamentato la professione dello psicologo.
- 1974 Si tiene la prima convenzione annuale dell'American Psychology-Law Society (AP-LS) e dell 'Association of Black Psychologists (ABPsi) pubblicando per la prima volta il Journal of Black Psychology.
- 1974 L'Associazione Egiziana di Studi Psicologici (EAPS), pubblica il volume inaugurale, Egyptian Journal of Psychology.
- 1974 In Sudafrica la professione di psicologo viene regolamentata dall'Health Professions Act, una legge che governa le professioni mediche, odontoiatriche e paramediche.
- 1974 Viene fondata l'Asociación Dominicana de Psicología (ADOPSI).
- 1975 Paul Feyerabend pubblica, Contro il metodo: Abbozzo di una teoria anarchica della conoscenza.
- 1975 Mary Henle continua il suo importante lavoro sulla psicologia della Gestalt e la terapia della Gestalt, contribuendo significativamente nel settore.
- 1975 Viene fondato il Centro per lo Studio Avanzato di Psicologia Teorica presso l'Università dell'Alberta, in Canada.
- 1975 L'Università di Porto Rico a Río Piedras offre uno dei primi programmi universitari in Psicologia della Comunità, diventando pionieri in questo campo.
- 1976 L'associazione dell'America latina della psicologia sociale (ALAPSO) è stabilita V. Sexton e H. Misiak pubblicano la psicologia intorno al mondo J. Ehrenwald pubblica una storia di psychotherapy La psicologia è riconosciuta come scuola indipendente all'università di Avana Il Colegio de Psicólogos il de Bolivia è stabilito Ulric Neisser pubblica la cognizione e la realtà M. Billig pubblica i rapporti sociali del intergroup e di psicologia
- 1976 Virginia Sexton e Harold Misiak pubblicarano il libro, Psychology Around the World, (La Psicologia nel mondo), un testo che offre una panoramica globale della disciplina.
- 1976 Jan Ehrenwald, pubblica il testo, The History of Psychotherapy: From Healing Magic to Encounter Group, (Storia della Psicoterapia: Dalla Magia Terapeutica ai Gruppi di Incontro), tracciando l'evoluzione della psicoterapia dalle sue origini antiche alle forme contemporanee.
- 1976 Lo psicologo statunitense, Ulric Neisser, pubblica, Cognition and Reality: Principles and Implications of Cognitive Psychology, (Cognizione e Realtà ː Principi e implicazioni della Psicologia Cognitiva), un testo fondamentale che esplora i principi e le implicazioni della psicologia cognitiva.
- 1976 Michael Billig, pubblica, Social Psychology and Intergroup Relations, (Psicologia Sociale e Relazioni tra intergruppi) , analizzando le dinamiche psicologiche nei rapporti intergruppo.
- 1976 I corsi di psicologia presso l'Università dell' L'Avana si consolidano come scuola indipendente, pur essendo stati riconosciuti come tale già nei primi anni '70.
- 1977 Roger Schank e Robert Abelson pubblicano il libro, Scripts, Plans, Goals, and Understanding: An Inquiry into Human Knowledge Structures'. (Schemi, Piani, Obiettivi e Comprensione: Un'Indagine sulle Strutture della Conoscenza Umana).  Questo libro esplora come utilizziamo gli schemi cognitivi per interpretare situazioni, eventi e linguaggio, esplorazione che ha fondato le basi per l'Intelligenza Artificiale.
- 1977 Alan Gauld e John Shotter pubblicano, Human Action and Psychological Investigation (Azione umana e Investigazione Psicologica), un testo che esplora la natura dell'azione umana e le metodologie di ricerca psicologica pertinenti.
- 1977 Joseph Rychlak da alle stampe, The Psychology of Rigorous Humanism (La psicologia del rigore umano), delineando in psicologia una prospettiva rigorosa e scientifica sull'umanesimo.
- 1977 Sheldon Stryker continua a distinguere tra psicologia sociale psicologica e psicologia sociale sociologica, un tema centrale nel suo lavoro sull'identità sociale.
- 1977 Un articolo di un gruppo di psicologi dell'Università di Pechino suggerisce la rinascita della psicologia come disciplina accademica in Cina, dopo un periodo di soppressione durante la Rivoluzione Culturale.
- 1977 In Israele, viene promulgata una legge, detta Legge degli Psicologi, che regolamenta formalmente la professione.
- 1977 John Nixon e Ronald Taft pubblicano, Psychology in Australia: Achievements and Prospects, (Psicologia in Australia: Successi e Prospettive), un testo che offre una panoramica dei successi e delle prospettive della psicologia in australiana.
- 1978 Harold Kelley e John Thibaut pubblicano, Interpersonal Relations: A Theory of Interdependence, un'opera fondamentale che presenta la Teoria dell'Interdipendenza nei rapporti interpersonali.
- 1978 In Venezuela, viene fondato il Laboratorio de Psicología presso l'Universidad de Los Andes a Mérida.
- 1978 A l'Avana, Cuba, viene creata la rivista Boletín de Psicología.
- 1978 In Venezuela, viene anche istituita la Federación de Psicólogos de Venezuela (FPV).
- 1978 Vine fondata in Colombia, La Sociedad Colombiana de Psicología (SCP), segnando un passo importante per la disciplina di questa Nazione.
- 1978 In Cecoslovacchia, una nuova legge universitaria riduce la durata degli studi di psicologia da 5 a 4 anni.
- 1978 Viene fondata in cina, La Chinese Psychological Society (CPS), segnando una ripresa significativa per la psicologia nella Nazione.
- 1979 J.J. Gibson pubblica il testo, Il metodo ecologico alla percezione visiva.
- 1979 Roy Lachman e Earl Butterfield pubblicano il libro, Cognitive Psychology and Information Processing: An Introduction, un testo introduttivo influente sulla psicologia cognitiva e l'elaborazione dell'informazione.
- 1979 In Cile, viene fondata la rivista, Revista Chilena de Psicología.
- 1979 La rivista tedesca, Psychologie und Gesellschaftskritik, (Psicologia e Critica sociale), pubblica due numeri speciali, uno anche per il 1980, dedicati al tema , Psychologie und Faschismus, (Psicologia e Fascismo), contenenti numerosi studi sulla psicologia nella Germania nazista.
- 1979 In Belgio, viene istituita la Federazione Belga degli Psicologi.
- 1979 In Grecia, il Parlamento approva una legge che specifica i requisiti di qualificazione per l'esercizio della professione dello psicologo.
- 1979 Viene fondata in Bolivia, l'Asociación Latinoamericana de Psicología Social, (ALAPSO).

### 1980
- 1980 M. J. Lerner pubblica, The Belief in a Just World: A Fundamental Delusion, (La credenza in un mondo giusto: un'illusione fondamentale).
- 1980 Si stima che circa uno su dieci dottorati assegnati negli Stati Uniti sia in psicologia.
- 1980 John Searle presenta il suo famoso argomento della stanza cinese nell'articolo, Menti, cervelli e programmi, un esperimento mentale che illustra come i computer possano manipolare simboli senza realmente comprenderl
- 1980 Ned Block pubblica il primo volume di, Letture in filosofia della psicologia.
- 1980 Viene istituito in Spagna, Il Colegio Oficial de Psicólogos (associazione professionale degli psicologi).
- 1980 In Romania vengono aboliti, sia l'Istituto di Psicologia di Bucarest, che l'insegnamento ufficiale della psicologia fino alla caduta del regime rumeno avventa nel 1989.
- 1980 La Federazione Belga degli Psicologi pubblica il suo codice etico.
- 1981 M. Rosenzweig stima che il numero totale di psicologi nel mondo sia di circa 260.000.
- 1981 L'American Psychological Association (APA) conta circa 50.500 membri.
- 1981 Viene fondata in Messico la rivista, Revista de la Asociación Latinoamericana de Psicología Social.
- 1981 J. C. Turner e H. Giles pubblicano lavori fondamentali sul comportamento intergruppi.
- 1981 Viene istituita la Federazione Europea delle Associazioni di Psicologi Professionisti (EFPA)."
- 1981 Viene fondato in Bolivia il Colegio de Psicólogos.
- 1982 D. Kahneman, P. Slovic e A. Tversky pubblicano, Judgment under Uncertainty: Heuristics and Biases, (Giudizio in condizioni di incertezza: euristiche e distorsioni).
- 1982 David Marr pubblica, Vision: A Computational Investigation into the Human Representation and Processing of Visual Information, (Visione: un'indagine computazionale sulla rappresentazione umana e l'elaborazione dell'informazione visiva).
- 1982 L'Istituto Umanistico di Psicologia cambia il suo nome in Istituto Saybrook.
- 1982 In Spagna viene fondata la rivista, Revista de Historia de la Psicología.
- 1982 L'Accademia della Lingua Araba del Cairo approva un dizionario di termini psicologici."
- 1983 John R. Anderson pubblica lavori sull'architettura della cognizione.
- 1983 Jerry Fodor pubblica, La modularità della mente.
- 1983 Viene approvata in Colombia la Legge 58 che legalizza la professione di psicologo.
- 1983 Viene fondata la rivista, New Ideas in Psychology. (Nuove Idee in Psicologia)
- 1983 Viene fondata la rivista, Japanese Journal of Clinical Psychology. (Giornale Giapponese di Clinica Piscologica).
- 1983 Viene fondata la Psychological Association of South Africa (PASA)
- 1984 Helmuth Krüger pubblica, Introduzione alla psicologia sociale.
- 1984 S. T. Fiske e S. E. Taylor pubblicano lavori sulla cognizione sociale.
- 1984 Zenon Pylyshyn pubblica lavori sul Calcolo e la cognizione.
- 1984 Viene fondata a L'Avana, Cuba, la rivista, Revista Cubana de Psicología.
- 1984 Robert Farr e lo psicologo rumeno, Serge Moscovici pubblicano lavori sulle rappresentazioni sociali.
- 1984 Si stima che in India si sono laureati in psicologia 400 giovani indiani.
- 1985 Gardner Lindzey e Elliot Aronson pubblicano la terza edizione del Manuale di psicologia sociale.
- 1985 Howard Gardner pubblica, La scienza della nuova mente.
- 1985 Petr Rezek pubblica anonimamente gli atti delle Conferenze di Praga sulla psicologia fenomenologica.
- 1985 In Francia, la Legge n. 85-772 definisce la regolamentazione professionale degli psicologi.
- 1985 Viene fondata l'Associazione Giapponese di Psicologia Industriale e Organizzativa.
- 1985 Si stima che in Nigeria ci siano 58 psicologi accademici e 22 in Camerun.
- 1986 James L. McClelland e David E. Rumelhart pubblicano la serie di libri, Parallel Distributed Processing. Allan Paivio pubblica "Rappresentazioni mentali: un approccio a doppio codice". Robert Wyer Jr. e Thomas Srull pubblicano articoli sulla cognizione umana nel suo contesto sociale. Willem Doise pubblica lavori sui livelli di analisi in psicologia sociale. La consulenza psicologica diventa popolare in Cina. La diffusione della psicologia umanistica in Cina, in particolare la popolarità delle teorie di Maslow, cresce gradualmente e si consolida
- 1987 Lo psicologo Maslow raggiunge la ragguardevole cifra di  557 900 copie vendute.
- 1987 Lo psicologo iraniano, A. A. Shoarinejad pubblica un dizionario delle Scienze del comportamento.
- 1987 Si valuta che in Francia vi siano circa 18.000 psicologi autorizzati.
- 1987 L'Associazione Psicologica Pakistana pubblica un rapporto sugli standard per la pratica della psicoterapia in Pakistan.
- 1987 Lo psicologo indiana, Janak Pandey pubblica una serie di libri in tre volumi.
- 1987 In Nuova Zelanda si stima che 815 persone abbiano la registrazione professionale per esercitare la professione di psicologo.
- 1988 In Germania si stima che vi siano 5.000 psicologi autorizzati, mentre in Norvegia 2.160.
- 1988 In Israele viene pubblicata in lingua ebraica la rivista trimestrale israeliana di psicologia.
- 1989 Lo psicologo sociale statunitense, Irwin Altman, pubblica l'articolo,Tendenze centripete e centrifughe nella psicologia sociale.
- 1989 Il filosofo statunitense, John Searle, pubblica il libro, Menti, cervelli e scienza.
- 1989 Un gruppo di psicologi sperimentali fonda la Società Canadese per il Cervello, il Comportamento e le Scienze Cognitive.
- 1989 Lo psicologo messicano, Rogelio Diaz-Guerrero sviluppa uno dei progetti psicologici più significativi del Messico: l'Etnopsicologia Messicana.
- 1989 In Italia, viene promulgata la Legge n° 56 che regolamenta la professione dello psicologo.
- 1989 Presso l'Università di Allahabad, in India, viene fondata la Società di Psicologia e Sviluppo.

### 1990
- 1990 Viene istituito e autorizzato il sindacato peruviano degli psicologi.
- 1990 Si stima che in Messico vi siano 15.000 psicologi autorizzati, fra 4.000 e 4.500 in India, e 5.000 in Giappone.
- 1991 Si stima che in Messico vi siano 27.000 allievi che seguono corsi di psicologia.
- 1991 In Argentina viene fondata l'associazione delle unità Accademiche di psicologia
- 1991 In Austria viene varata la legge 360/1990 che regola la professione dello psicologo.
- 1992 Si stima che in Argentina vi siano approssimativamente 10.000 psicologi, 8.000 in Canada.
- 1992 In Colombia viene approvata la legge n° 30 che regola la professione di psicologo.
- 1992 Si stima che in Polonia vi siano circa 6.000 psicologi autorizzati, 1.350 in Austria, 6.000 in Belgio, 600 in Pakistan, 5.000 in India, 2.500 in Israele, e tra 5.000 e 6.000 in Australia.
- 1992 Viene organizato a Yaounde, in Camerun, il seminario internazionale "sullo sviluppo del bambino".
- 1993 Le psicologhe sociali americane, A. H. Eagly e S. Chaike pubblicano, La psicologia degli atteggiamenti,
- 1993 il neuroscienziato statunitense, Roger Sperry, pubblica sulla rivista, American Psychologist, l'articolo, The Impact and Promise of the Cognitive Revolution" (L'impatto e la promessa della rivoluzione cognitiva).
- 1994 Gli psicologi sociali statunitensi, M. P. Zanna e J. M. Olson, pubblicano, La psicologia del pregiudizio,
- 1994 Lo neuroscienziato Roger Sperry muore, mentre si trovava al simposio di psicologia dell'Ontario.
- 1994 J. P. Leyens, V. Yzerbyt e G. Schadron pubblicano Gli stereotipi e la cognizione sociale.
- 1994 In Finlandia viene regolamentata la professione dello psicologo.
- 1995 Si è tenuto a Buenos Aires il secondo degli, Encontros Integradores de Psicólogos, del Mercosur. L'incontro ha avuto come focus principale i punti di contatto tra psicologia, politica pubblica e diritto.
- 1995 In Colombia sono ufficialmente iscritti 1.200 piscologi.
- 1995 La Federazione Europea degli Psicologi (EFPA), una delle principali associazioni di psicologi a livello europeo, ha adottato e promosso, in un contesto più ampio, il Meta-Codice Etico, un corpus di principi guida essenziali per la professione.
- 1996 Jaegwon Kim, filosofo di spicco, è noto per i suoi contributi nel campo della filosofia della mente.
- 1996 Viene fondata l'associazione guatemalteca di psicologia.
- 1996 In Canada, 59 università offrono programmi di psicologia e si stima che circa 10.000 psicologi siano legalmente riconosciuti per esercitare la professione nel paese.
- 1996 A Cuba, si contano circa 3.600 psicologi legalmente abilitati alla professione.
- 1997 Si è tenuto a Montevideo il secondo incontro "DOS Psicólogos" come parte degli "Encontros Integradores" del Mercosur, con la partecipazione di rappresentanti delle seguenti organizzazioni: la Federación de Psicólogos della Repubblica Argentina, l'Uruguay (rappresentato dal Conselho Federal de Psicologia del Brasile, dato che l'Uruguay potrebbe non avere una federazione nazionale con questo nome), il Colegio de Psicólogos del Cile, la Sociedad Paraguaya de Psicología e la Coordinadoria de Psicólogos.
- 1997 Viene attivata l'unione degli psicologi della Costa Rica.
- 1997 Gli psicologi Joseph Wolpe, Hans Eysenck, S. Russell, P. Oakes, N. Ellemers e S. A. Haslam, contribuiscono significativamente agli studi di psicologia sociale, specificamente sui temi della vita di gruppo e degli stereotipi.
- 1998 In Cile sono riconosciuti legalmente circa 3.700 psicologi.
- 1998 In Bolivia, invece ne sono riconosciuti circa 1.200
- 1998 In Paraguay sono 1.700 gli psicologi riconosciuti ufficialmente e autorizzati ad esercitare la professione dello psicologo.
- 1998 In Cecoslovacchia, Dadi M.Bazany, viene riconosciuto come uno degli psicologi più importanti.
- 1999 In Brasile sono circa 100.000 gli psicologi riconosciuti legalmente e autorizzati ad esercitare la professione dello psicologo.
- 1999 Muore Il da Silveira, uno degli psicologi più in vista del Brasile.
- 1999 La Società Interamericana di Psicologia (SIP) pubblica un'opera intitolata, La psicologia nelle Americhe, curata o realizzata da Modesto Alonso e Alice Eagly
- 2000 Si tiene a Stoccolma, in Svezia, il XXVII congresso internazionale di psicologia.